# فرانك أوردنيفيتس
فرانك أوردنيفيتس (بالألمانية: Frank Ordenewitz) لاعب كرة قدم ألماني سابق في مركز الهجوم. لعب للعديد من الأندية الألمانية بالإضافة إلى تجربة احتراف في اليابان، وحاليًا يعمل كقائد لكشافة مواهب لنادي فيردر بريمن ، وله ابنان لاعبان لكرة القدم هما ماركو أوردنيفيتس ونيكلاس أوردنيفيتس.

## مسيرته الكروية
بدأ مسيرته الكروية في مسقط رأسه دورفمارك مع نادي تي إس في دورفمارك ، ثم انتقل لفريق الناشئين فئة تحت 19 سنة بنادي فيردر بريمن ، وتم تصعيده للفريق الأول موسم 1983–1984 وشارك مع الفريق في دوري الدرجة الأولى الألماني في حوالي 125 مباراة استطاع خلالها تسجيل 37 هدفًا وصناعة 7 أهداف وفاز مع الفريق بالدوري موسم 1987–1988 وكأس السوبر أيضًا، وفي موسم 1989–1990 انتقل إلى نادي كولن وشارك مع النادي في أربع مواسم جميعها في دوري الدرجة الأولى شارك مع الفريق في 126 مباراة استطاع خلالها تسجيل 30 هدفًا وصناعة 25 هدفًا.

في موسم 1993–1994 انتقل إلى اليابان لخوض أولى تجاربه الاحترافية مع نادي جيف يونايتد إيتشيهارا وفاز في أول موسم له مع الفريق بهداف الدوري برصيد 30 هدفًا، وبعد قضاء عامين في اليابان عاد مرة أخرى إلى ألمانيا من بوابة نادي هامبورغ ولكن تجربته مع الفريق لم تكن ناجحة وعاد إلى اليابان مرة أخرى في وقت مبكر من عام 1996 من بوابة نادي فيغالتا سنداي المشارك في دوري الدرجة الثانية وقتها، وبعد موسم واحد مع الفريق عاد مرة أخرى إلى ألمانيا وانضم لفريق روتنبورغ ثم انتقل لنادي أولدنبورغ ، وبعد موسمين مع الفريق انتقل إلى نادي تي إس في أوتسبيرغ ، وبعد ذلك إلى نادي أوسترهولتس-شارمبك حيث أنهى مسيرته.

## مسيرته التدريبية
منذ 1 يوليو 2005 كان يعمل كرئيس الكشافة للشباب في فيردر بريمن وكان يلعب في نفس العام في صفوف أوسترهولتس-شارمبك.

## الألقاب والإنجازات

### على مستوى الأندية

#### فيردر بريمن
- بطل الدوري الألماني: 1987–1988
- وصيف الدوري الألماني: 1984–1985 ، 1985–1986
- وصيف كأس ألمانيا: 1988–1989
- بطل كأس السوبر الألماني: 1988

#### كولن
- وصيف الدوري الألماني: 1989–1990
- وصيف كأس ألمانيا: 1990–1991

### على المستوى الفردي
- هداف الدوري الياباني: 1994 (40 هدفًا)
- جائزة الفيفا للعب النظيف: 1988

## روابط خارجية
- فرانك أوردنيفيتس على موقع رابطة كرة القدم اليابانية للمحترفين (اليابانية)
- فرانك أوردنيفيتس على موقع قاعدة بيانات كرة القدم.إي يو (الإنجليزية)
- فرانك أوردنيفيتس على موقع بيانات كرة القدم. دي إي (الألمانية)
- فرانك أوردنيفيتس على موقع ناشيونال فوتبول تيمز (الإنجليزية)
- فرانك أوردنيفيتس على موقع عالم كرة القدم.نت (الإنجليزية)